# 스카게라크 해협

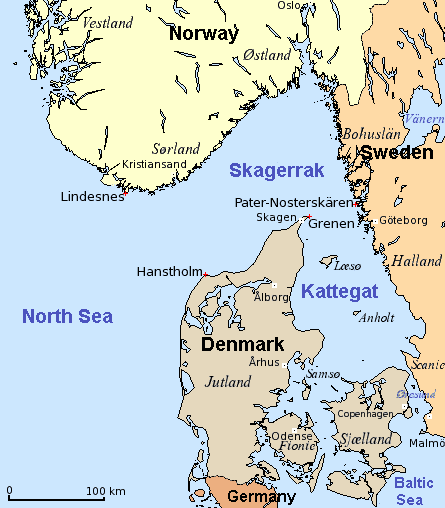
카테가트 해협과 스카게라크 해협

스카게라크 해협(Skagerrak)은 노르웨이의 남해안, 스웨덴의 서남해안과 덴마크의 윌란반도 사이의 해협이다. 북해와 카테가트 해협을 잇는다.
평균수심 200m
최대수심 700m